# Nymphs and Satyr Ballet Suite
Nymphs and Satyr Ballet Suite is een compositie van de Amerikaanse componist Howard Hanson voor kamerorkest. Hij schreef het in opdracht van het Chautauqua Institution, een onderwijsinstituut in Chautauqua County. Hanson verbleef daar vaak tijdens vakanties. Het is zijn laatste voltooide compositie.

## Compositie
De suite bestaat uit vier delen:
1. I: Prelude/II: Fantasie voor klarinet en kamerorkest;
2. III: Scherzo voor fagot en kamerorkest;
3. IV: Epiloog.

De compositie is geschreven voor 2 klarinetten, fagot, 2 trompetten, 2 hoorns, harp en strijkers.
Alhoewel er gerefereerd wordt aan balletmuziek, is dat aan de compositie niet te horen. De muziek lijkt moeilijk dansbaar en klinkt meer als een orkestsuite, symfonisch gedicht of in het uiterste geval filmmuziek. Echter de opening klinkt dan weer als typische toneelmuziek (als de gordijnen opengaan).

De componist gaf zelf een omschrijving; de nimfen dansen en genieten van het leven; Satyr komt meedoen; als de nimfen, vertrekken blijft Satyr alleen achter, denkend over het leven. Als decor had Hanson het Chautauqua Lake in gedachten.
Deel II is de voltooiing van een solostuk voor klarinet en strijkers uit de beginperiode van de componist. Het bleef destijds onvoltooid, maar past nu in deze suite. In deel III begint de fagot met het hoofdthema, dat herhaald wordt door de strijkers; even later komt het thema terug bij de hoorns. Zodra de hoorns het thema spelen, lijkt de melodie verdacht veel op een jodelliedje; in werkelijkheid was het een deuntje dat Hanson floot om zijn hond Molly te laten weten dat het eten er aan kwam.

## Discografie
1. Uitgave Naxos; Philadelphia Virtuosi Chamber Orchestra o.l.v. Daniel Spalding
2. Uitgave Bay Cities Music; The Rochester Chamber Orchestra o.l.v. David Fetler[2]